# Salvia forsskaolei
Salvia forsskaolei es una planta herbácea perennifolia de la familia de las lamiáceas. Es originaria del sudeste de la península balcánica, desde Bulgaria y Grecia al mar Negro en la costa de Turquía. Se encuentra a los 2000 metros en los bosques de frondosas y coníferas, prados y en las orillas escarpadas. 

## Descripción
La planta crece en grandes grupos basales de 60 cm de alto y de ancho, con hojas peludas que son como perejil verde en primavera, convirtiéndose al color verde oscuro en verano. Los verticilos florales son pocos y espaciados, con una flor vistosa con dos labios violeta-azul que tiene rayas blancas con manchas amarillas en el labio inferior.

## Taxonomía
Salvia forsskaolei fue descrita por Carlos Linneo y publicado en Systema Naturae, ed. 12 2: 67. 1767.
Etimología
Ver: Salvia
forsskaolei: epíteto otorgado en honor de explorador y naturalista finés; Peter Forsskål, un estudiante de Carl Linnaeus quien recolectó plantas en el sudoeste de Arabia en el siglo XVIII.
Sinonimia
- Salvia bifida Forssk.
- Salvia bithynica Briq. & Post
- Salvia bulgarica Davidov
- Salvia longipetiolata K.Koch
- Salvia pontica Freyn & Bornm. ex Hand.-Mazz.
- Terepis forsskaolei (L.) Raf.[3][4]